# Veler (professió)
|  | No s'ha de confondre amb veler. |

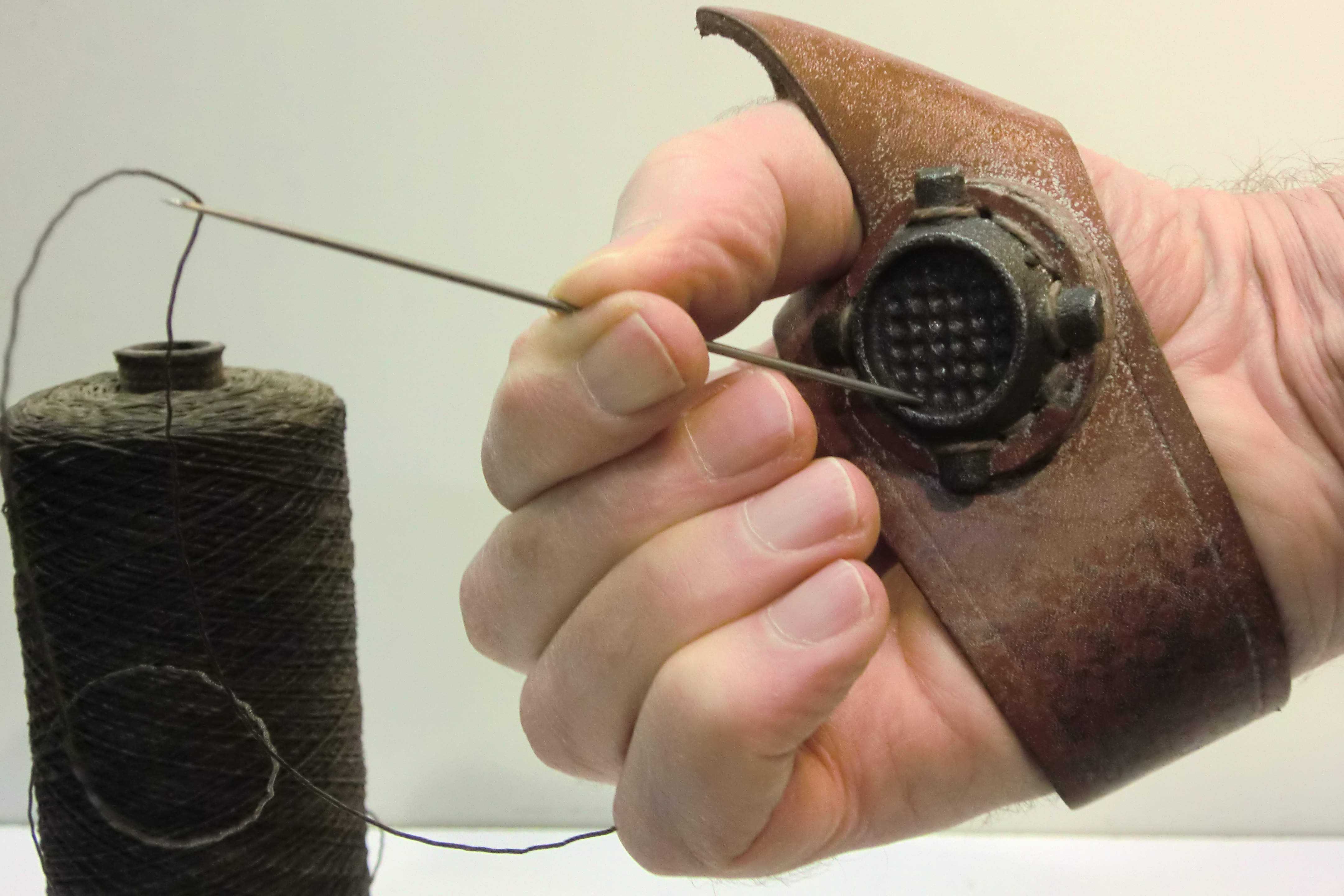
Elements tradicionals de cosir veles: palmell, agulla i cabdell de fil

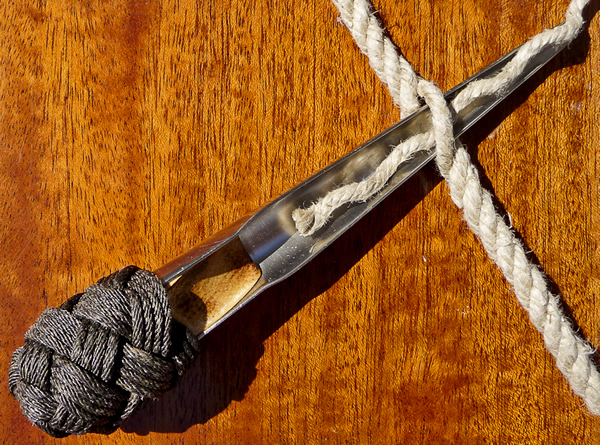
Punxó d'empeçolar amb concavitat, del tipus anomenat suec. La concavitat permet el pas d'un cap de corda i facilita algunes operacions d'empeçolar

Antigament, un veler era un menestral dedicat a la fabricació de veles de vaixell i elements auxiliars navals manufacturats a base de teixits cosits. Actualment, les persones que es dediquen a l'ofici (veleres i velers) disposen de màquines de cosir, màquines de tallar, programaris de disseny i teixits sintètics molt variats. A més, poden beneficiar-se dels avenços científics i tècnics de totes les disciplines associades, especialment en el camp de l'aerodinàmica.

## Elements de l'ofici tradicional

### Lloc de treball
Els velers acostumaven a treballar en obradors propis, a diferència dels mestres d'aixa que treballaven a peu de vaixell o de barca, a les drassanes o a la platja. En casos especials les veles podien ser tallades i cosides en locals cedits per les autoritats. Per a la Jornada de Tunis fou habilitat el saló de la Llotja de Mar.

### Matèries primeres

#### Teixits
La matèria primera més important d'un mestre veler era el teixit. Per als vaixells grossos (galeres, coques, naus...) els teixits eren de lona o similars, a base de cànem. Per a embarcacions menors s'usaven teixits més lleugers.
Pel que fa a les lones, hi havia alguns indrets famosos que produïen teixits especialment adequats per a fer-ne veles. El nom de la localitat determinava la denominació del teixit: Olonne, Vitré, Pontivi... Catalunya produïa cànem i fabricava veles en quantitats suficients per al consum propi. El teixit més típic n'era la cotonia.

#### Fil
El fil és bàsic per a cosir veles de qualitat. Una vela no és més que un conjunt de trossos de tela cosits de manera especialment reforçada. El fil bàsic per a les veles tradicionals era de cànem. Hi havia diverses menes de fils. El fil d'empalomar, més gruixut que el de cosir veles, s'usava per a cosir la vela a la ralinga.

### Eines

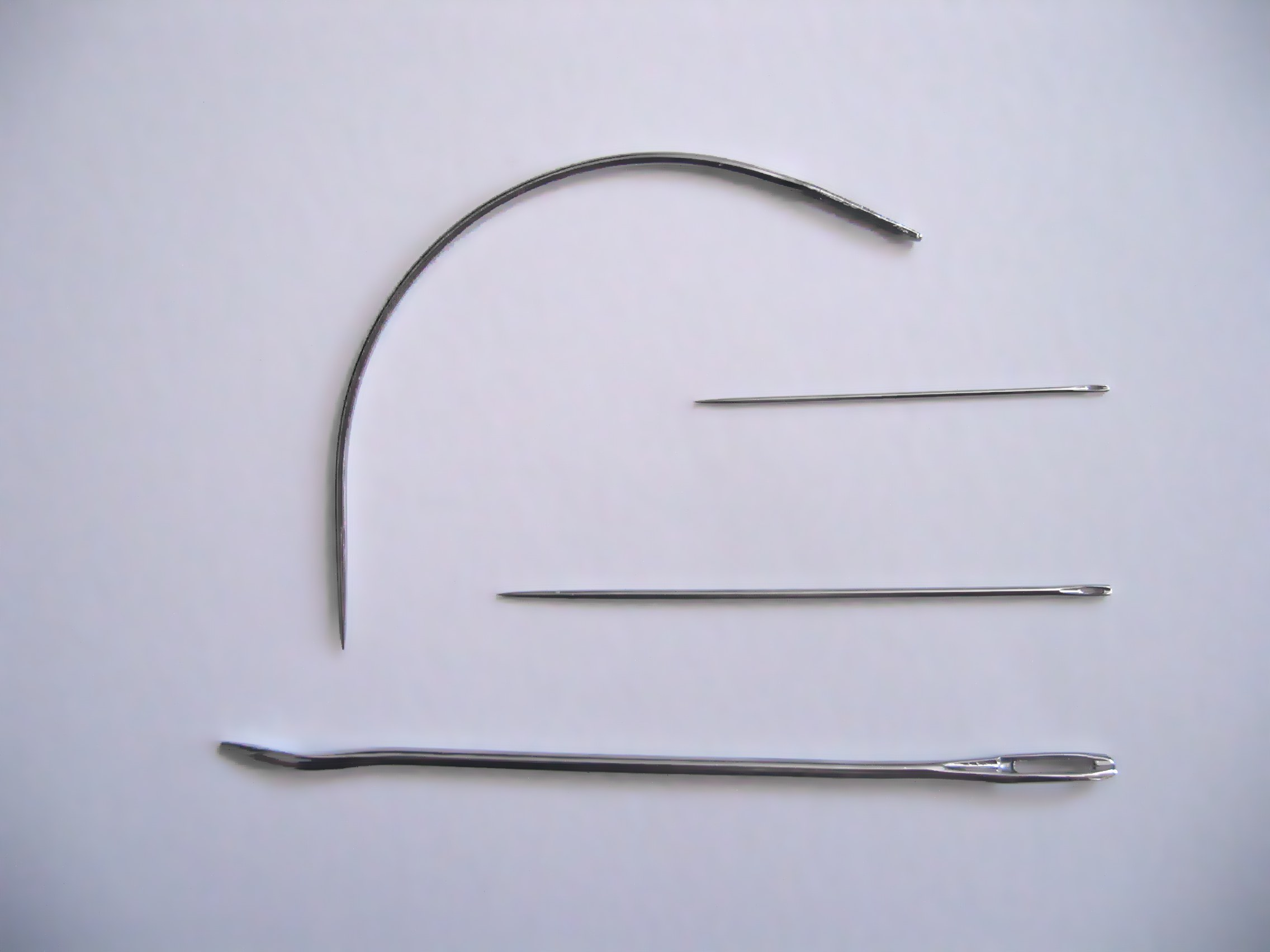
Agulles de veler per a cosir a mà

#### Mesurar, marcar i tallar
Els velers compraven el teixit als cotoners. Sovint es tractava de cotonia d'una amplada no documentada, però estimada entre 40-60 cm. Les peces teixides feien una llargada d'unes 60 canes i el seu preu a Catalunya està documentat en canes. A València els documents parlen d'alnes i a Gènova de gúes.
Cada vela estava formada per diverses parts anomenades, genèricament, vessos (també escrit antigament “versos”). Abans de tallar el teixit de la peça calia mesurar i marcar les línies de tall. No hi ha documentació publicada sobre la unitat de mesura dels velers de Barcelona. No es pot afirmar si els velers mesuraven amb una cana (i pam de cana) o amb una gúa (i pam de gúa).
Un cop mesurat el teixit calia marcar-lo abans de tallar. No està documentat l'instrument usat per als velers medievals per a marcar les peces. No és impossible que fos un simple tros de carbó. En el cas de marques corbades i talls amb curvatura, hom emprava el sistema de la brusca.

#### Banc de cosir

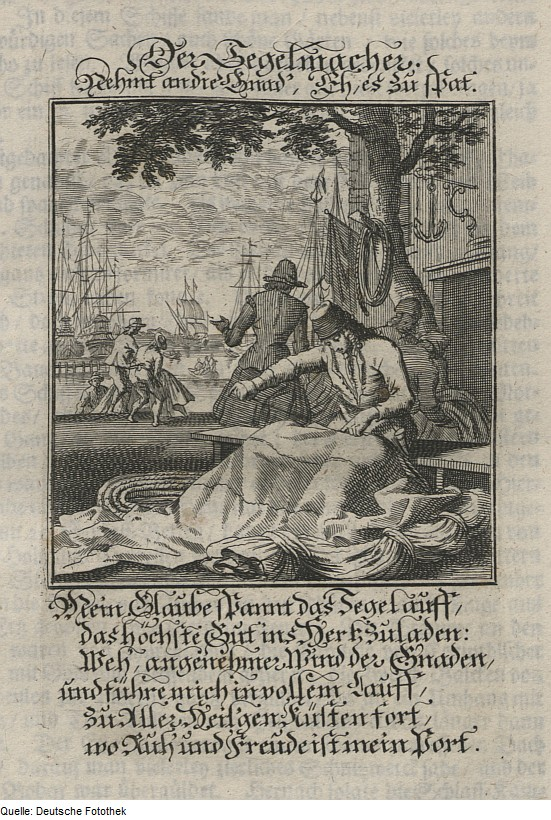
Mestre veler. Gravat de Christoph Weigel el Vell (1698)

Els velers tradicionals sovint cosien les veles asseguts en un banc de veler o banc de cosir.

#### Cosir
Per a cosir el vessos ja tallats calia un fil adequat i agulles de diverses formes. Les agulles més freqüents eren rectes i de secció triangular. Per a poder empènyer l'agulla amb certa facilitat, el veler emprava una eina anomenada palmell. Un didal no hi hauria estat suficient havent de travessar teixits gruixuts, sovint plegats en tres i quatre doblecs.
Abans de cosir els velers enceraven el fil amb cera d'abelles: un fil encerat lliscava més fàcilment.
En certs casos calia immobilitzar una part del teixit amb què el veler estava treballant. Això es podia fer amb peces pesants, punxons o similars.
En altres casos calia estirar una part del teixit o d'una ralinga amb un ganxo semblant als dels estibadors. Per subjectar dues peces, estirant amb una mà i cosint amb l'altra, s'emprava un ganxo de veler ("sailmaker's hook" en anglès). El ganxo es clavava a les peces de roba i es lligava al banc. Això permetia que el veler tingués les dues mans lliures.

#### Decorar
No sempre les veles eren totes “blanques”, entenent per blanc el color del teixit original. Hi ha contractes de construcció que especifiquen vessos de color vermell per alternar-los amb els blancs. Probablement els velers compraven la cotonia ja tintada de vermell.
Un aspecte interessant, que mostren les representacions pintades i miniatures dels vaixells medievals i moderns, és el de les creus que mostren algunes veles, particularment algunes naus portugueses i galeres catalanes. No està documentat si es tractava de creus pintades o cosides sobre la vela. També es desconeix si aquest treball de decorar veles amb creus corresponia als mestres velers.

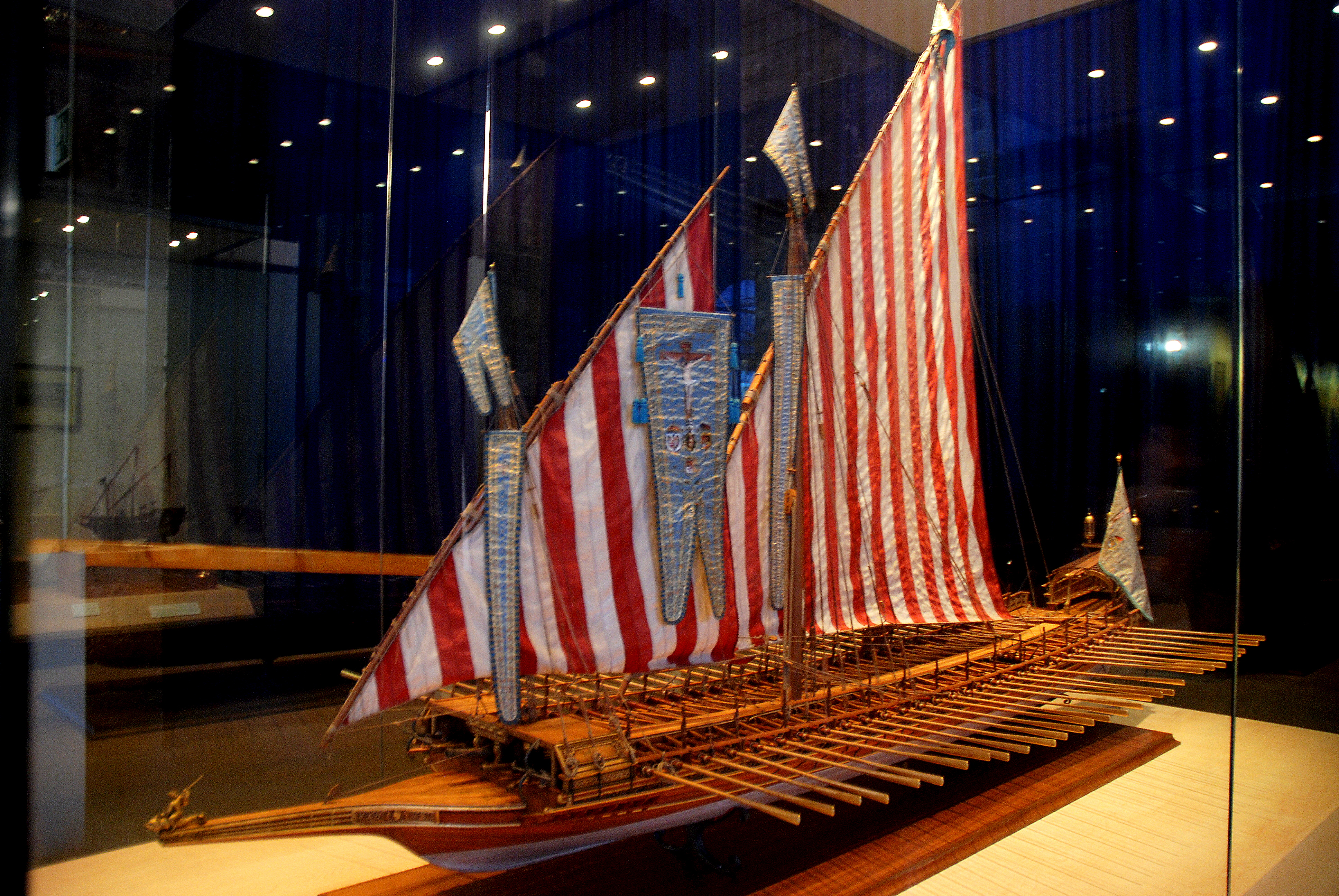
Model de galera reial
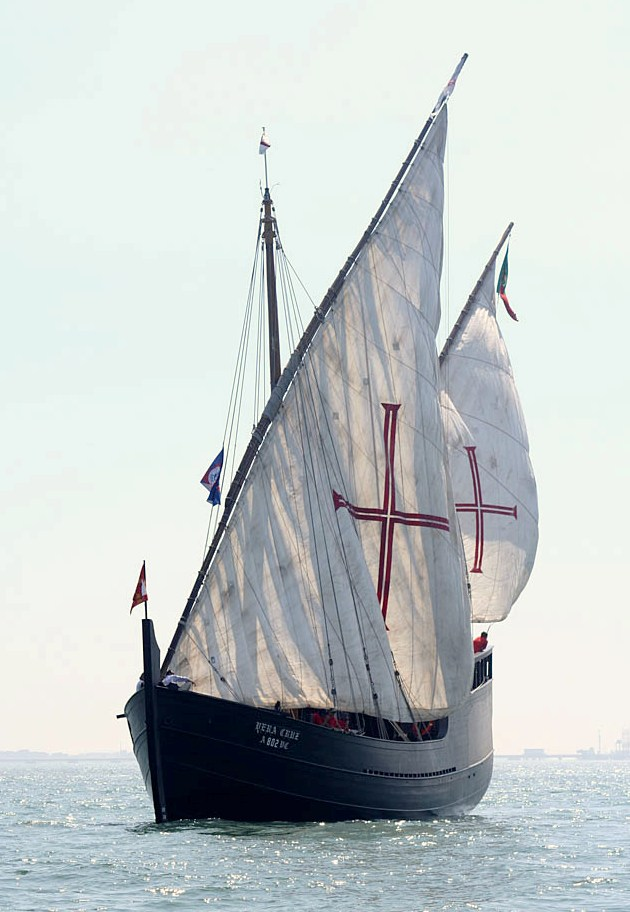
Caravel·la Vera Cruz, rèplica moderna que mostra creus a les veles
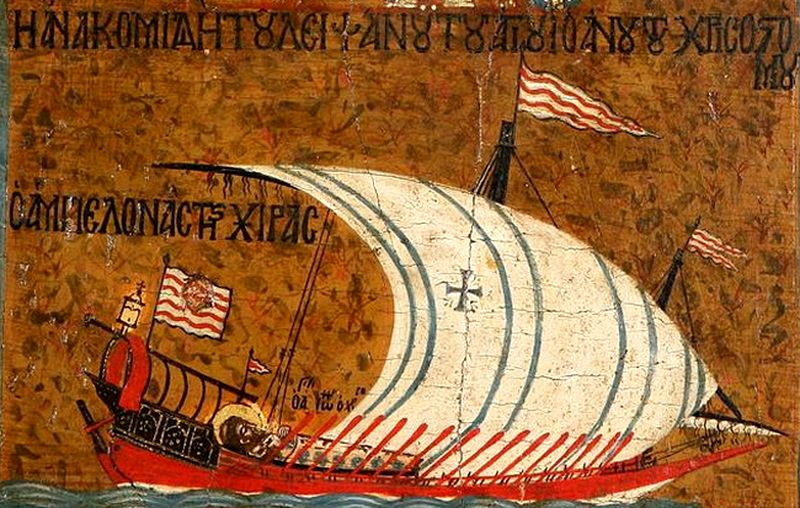
Galiota d'estil català (galera petita) amb una creu a la vela mestra o artimó

## Documents
- 1359. Veles de la galera “Sent Johan Evangelista”: artimó (41 vessos), terçarol (30 vessos), llop de proha (31 vessos). Mitjana (21 vessos).[12]
- 1396. En el parlament presidit per la reina Maria de Luna s'especifiquen els colors de les banderes i senyals que havien de portar dues galeres.

| «                                               | Item es estat ordenat, que les galees no porten vanderes, cendals, ne panys de senal alcu, sino del Comtat de Barcelona, ço es, barres grogues é vermelles tan solament | » |
| — Memorias de la Real academia de la historia . | |   |

- 1414. A València: “Item, paguí a·n Ribes per una lliura de fil d'enpalomar per cosir veles...1 sou 4 diners.”[13]
- 1435. Preu de veles per a la caravel·la “La Barcelonina”: trinquet, treu, mitjana i tres bonetes. El còmit, Narcís Argullol va pagar 165 lliures.[14]
- 1458. Nomenament de l'ofici de “Veler del General de Catalunya” a càrrec del mestre veler Pere Madrenchs.[15][16][17]

| «                                          | Març del any M CCCC LVIII. Dimecres, primer die de març. Valer. Aquest die los honorables deputats e oïdors de comptes provehiren en Pere Madrenchs, valer, del ofici de valer del General de Cathalunya, axí que, d'aquí avant, ell haje càrrech de fer totes veles, axí com són treus, bonetes, triquets, artimons de galeres, lops, bordes, tendes e tendals de galeres, galiotes, bargantins, e totes altres coses a son ofici pertanyents, axí per a ops de naus e galeres com de altres qualsevol vaxells marítims. | » |
| — Dietaris de la Generalitat de Catalunya. | |   |

- 1505. Aprovació per Ferran d'Aragó de noves ordinacions per a la Confraria dels cotoners de Barcelona. La cèdula remarca la gran importància del gremi per a les veles dels vaixells.[18][19]
- 1585. Frederic Despalau, drassaner major de les drassanes de Barcelona.[20]

| «                                                                                         | A 22 de maig de 1585 volgué Sa Magestat, ab les persones reals, anar a la drassana per a veure lansar en mar unes galeres, la capitana que havie de ser de España y dos galeres que havien fetes per a navegar a les Indies, que may se n'havien fetes així, perquè eren de dos cuberts y de 20 bancs, y’s digué aprés feren bons prova per aquelles mars... Perqué en tots los regnes del rei no y à millor comoditat per a fer galeres que en Catalunya, per lo gran aparell que y à de fusta, ferro, canyem y abres y antenes y rems, que tot ho produeix la terra amb molta abundància... | » |
| — Cavallers i ciutadans a la Catalunya del Cinc-cents. Antoni Simon i Tarrés. Pàgina 125. | |   |